# Kamfilter

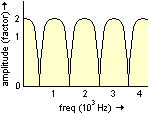
Spectrale invloed van een kamfilter van 1 milliseconde

Een kamfilter is een elektronisch filter dat een ingangssignaal vertraagt en toevoegt aan het bronsignaal. 
Als aan een geluidsbron een relatief korte vertraging wordt toegevoegd van diezelfde geluidsbron, verandert de klankkleur ervan. De faseverschillen tussen de directe bron en de echo zorgen voor een reeks van versterkingen en verzwakkingen in het spectrum. Dit noemt men het kamfiltereffect. Voorwaarde hiervoor is dat de vertraging niet langer is dan zo'n 30 milliseconden. Bij een langere vertraging zal men de vertraging als een afzonderlijk geluid ervaren. 

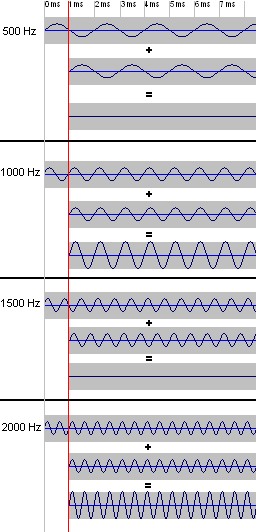
Effecten van een kamfilter van 1 ms op een toon van 500, 1000, 1500 en 2000 Hz.

De oorzaak van dit verschijnsel is het faseverschil dat ontstaat tussen de frequentiecomponenten van het bronsignaal en zijn vertraging. Ieder geluid is te ontleden in een aantal sinussen van verschillende frequenties. Bij een kamfiltereffect is iedere frequentiecomponent de som van de oorspronkelijke sinus en een vertraagde versie ervan die in fase is verschoven. Afhankelijk van de grootte van het faseverschil vindt er versterking of verzwakking plaats. Het onderlinge faseverschil  {\displaystyle \Delta \phi _{f}} (rad) is recht evenredig met de frequentie {\displaystyle f} (Hz):
{\displaystyle \Delta \phi _{f}=2\pi fv}
met {\displaystyle v} het tijdsverschil tussen bron en zijn vertraging (in seconden)
Bij een faseverschil van 0° zijn de beide sinussen in fase en versterken ze elkaar. De amplitude van het resulterende signaal is dan twee keer zo groot als van de oorspronkelijke snuscomponent. Dit doet zich voor bij de frequentie {\displaystyle 1/v} en ieder veelvoud hiervan.
Bij sinussen waarvan de frequenties hier lineair precies tussenin liggen is het faseverschil 180° (tegenfase), waardoor deze sinussen elkaar uitdoven. De afbeelding hiernaast toont een voorbeeld van het kamfiltereffect waarbij de echo 1 milliseconde later komt.
Kamfilterverschijnselen komen veel voor. Te denken valt aan een geluidsbron die zich dicht bij een of meer muren bevindt. De directe geluidsbron en de reflectie ervan via de muur worden bij elkaar opgeteld. In een vierkante of rechthoekige kamer waar de muren veel geluid reflecteren, kunnen zelfs staande golven ontstaan. 
Een kamfilter is een veelvoorkomend basiselement bij physical modelling. En een flanger is eigenlijk een kamfilter waarbij de tijdsduur van de echo cyclisch gemoduleerd wordt.